# رمزنگاری هم‌ریختی
رمزنگاری هم‌ریختی نوعی از رمزنگاری است که به وسیله آن می‌توان بر روی متن رمز، عملیات خاص ریاضی انجام داد و عملیات ریاضی انجام شده عیناً بر روی متن آشکار پیاده می‌شود. برای مثال یک نفر می‌تواند دو عدد رمزشده را با هم جمع کند، و رمزگشایی نتیجه، جمع آن دو عدد را نشان خواهد داد. از جمله کاربردهای رمزنگاری هم‌ریختی می‌توان به سیستم‌های رای امن و بازیابی اطلاعات مخفی اشاره کرد.

## رمزنگاری هم‌ریختی جزئی
در مثال‌های زیر علامت {\displaystyle {\mathcal {E}}(x)} نشان دهنده رمزنگاری پیام x می‌باشد. مطالب این صفحه از صفحه انگلیسی ویکیپیدیا گرفته شده است.

### Unpadded RSA
اگر رمزنگاری کلید عمومی RSA پیمانه {\displaystyle m} و توان {\displaystyle e} باشد، در نتیجه رمزنگاری یک پیام {\displaystyle x} به صورت {\displaystyle {\mathcal {E}}(x)=x^{e}\;{\bmod {\;}}m} می‌باشد. در نتیجه خصوصیت هم‌ریختی به صورت زیر می‌باشد:
{\displaystyle {\mathcal {E}}(x_{1})\cdot {\mathcal {E}}(x_{2})=x_{1}^{e}x_{2}^{e}\;{\bmod {\;}}m=(x_{1}x_{2})^{e}\;{\bmod {\;}}m={\mathcal {E}}(x_{1}\cdot x_{2})}

### ElGamal
در ElGamal cryptosystem، در یک گروه {\displaystyle G}، اگر کلید عمومی {\displaystyle (G,q,g,h)} باشد که {\displaystyle h=g^{x}}، و {\displaystyle x} کلید رمز باشد، در نتیجه رمزنگاری یک پیام {\displaystyle m}، به صورت {\displaystyle {\mathcal {E}}(m)=(g^{r},m\cdot h^{r})} می‌باشد، که به ازای یک مقدار تصادفی {\displaystyle r\in \{0,\ldots ,q-1\}} بدست می‌آید. در نتیجه خصوصیت هم‌ریختی به صورت زیر می‌باشد:
{\displaystyle {\mathcal {E}}(x_{1})\cdot {\mathcal {E}}(x_{2})=(g^{r_{1}},x_{1}\cdot h^{r_{1}})(g^{r_{2}},x_{2}\cdot h^{r_{2}})=(g^{r_{1}+r_{2}},(x_{1}\cdot x_{2})h^{r_{1}+r_{2}})={\mathcal {E}}(x_{1}\cdot x_{2})}

### Goldwasser-Micali
در رمزنگاری گلدواسر-میکالی، اگر کلید عمومی به پیمانه {\displaystyle m} و quadratic non-residue x, در نتیجه رمزنگاری یک بیت b به صورت {\displaystyle {\mathcal {E}}(b)=x^{b}r^{2}\;{\bmod {\;}}m} می‌باشد که به ازای مقدار تصادفی {\displaystyle r\in \{0,\ldots ,m-1\}} می‌باشد. خصوصیت هم‌ریختی به صورت زیر می‌باشد:
{\displaystyle {\mathcal {E}}(b_{1})\cdot {\mathcal {E}}(b_{2})=x^{b_{1}}r_{1}^{2}x^{b_{2}}r_{2}^{2}=x^{b_{1}+b_{2}}(r_{1}r_{2})^{2}={\mathcal {E}}(b_{1}\oplus b_{2})}
{\displaystyle \oplus } نشان دهنده جمع به پیمانه ۲ یا exclusive-or می‌باشد.

### Benaloh
در Benaloh cryptosystem، اگر کلید عمومی در پیمانه m و پایه g و c به عنوان اندازه بلوک، در نتیجه رمزنگاری پیام x به صورت {\displaystyle {\mathcal {E}}(x)=g^{x}r^{c}\;{\bmod {\;}}m} می‌باشد که به ازای مقدار تصادفی {\displaystyle r\in \{0,\ldots ,m-1\}} است. خصوصیت هم‌ریختی به صورت زیر می‌باشد:
{\displaystyle {\mathcal {E}}(x_{1})\cdot {\mathcal {E}}(x_{2})=(g^{x_{1}}r_{1}^{c})(g^{x_{2}}r_{2}^{c})=g^{x_{1}+x_{2}}(r_{1}r_{2})^{c}={\mathcal {E}}(x_{1}+x_{2}\;{\bmod {\;}}c)}

### Paillier
اگر در Paillier cryptosystem، اگر کلید عمومی در پیمانه m و پایه g، در نتیجه رمزنگاری پیام x به صورت {\displaystyle {\mathcal {E}}(x)=g^{x}r^{m}\;{\bmod {\;}}m^{2}} می‌باشد که به ازای مقدار تصادفی {\displaystyle r\in \{0,\ldots ,m-1\}} است. خصوصیت هم‌ریختی به صورت زیر می‌باشد:
{\displaystyle {\mathcal {E}}(x_{1})\cdot {\mathcal {E}}(x_{2})=(g^{x_{1}}r_{1}^{m})(g^{x_{2}}r_{2}^{m})=g^{x_{1}+x_{2}}(r_{1}r_{2})^{m}={\mathcal {E}}(x_{1}+x_{2}\;{\bmod {\;}}m)}

### موارد دیگر رمزنگاری هم‌ریختی جزئی
- Okamoto–Uchiyama cryptosystem
- Naccache–Stern cryptosystem
- Damgård–Jurik cryptosystem
- Boneh–Goh–Nissim cryptosystem